# Аталай, Эджем
Эдже́м Атала́й (тур. Ecem Atalay; род. 1999, Стамбул) — турецкая актриса

 кино и телевидения.

## Биография и карьера
Эджем Аталай родилась в 1999 году в Стамбуле (Турция). Она окончила Бейкентский колледж и факультет медиакоммуникаций Стамбульского университета Билги, а также брала уроки актёрского мастерства у Саима Гювелоглу.
В 2019 году Аталай дебютировала на телевидении, сыграв роль Дениз в телесериале «Первая любовь». В том же году она получила роль второго плана в фильме «Цифровой бондаж». В 2020 году сыграла роль Лейлы Йылдыз в телесериале «О, моя юность». С 2020 по 2021 год играла роль Эды в телесериале «Моя левая половинка». В 2021 году сыграла роль Бебы в телесериале «Гамлет». В 2022 году сыграла роль Ханде в фильме «Любовная тактика».

## Фильмография
| Год       |   | Русское название    | Оригинальное название | Роль         |
| --------- | - | ------------------- | --------------------- | ------------ |
| 2019      | с | Первая любовь       | 4N1K İlk Aşk          | Дениз        |
| 2020      | ф | Цифровой бондаж     | Dijital Esaret        |              |
| 2020      | с | О, моя юность       | Gençliğim Eyvah       | Лейла Йылдыз |
| 2020—2021 | с | Моя левая половинка | Sol Yanım             | Эда          |
| 2021      | с | Гамлет              | Hamlet                | Беба         |
| 2022      | ф | Любовная тактика    | Aşk Taktikleri        | Ханде        |